# Aeroport de Phù Cát
L'Aeroport de Phù Cát és un aeroport de Quy Nhon, a la República socialista del Vietnam, situat a 32 km al nord-est de Ciutat Quy Nhon, Binh Dinh.

## Aerolínies
- Vietnam Airlines (Ciutat Ho Chi Minh, Hanoi, Da Nang)